# Moitaco (Venezuela)
Pour les articles homonymes, voir Moitaco.
Moitaco est la capitale de la paroisse civile de Moitaco de la municipalité de Sucre de l'État de Bolívar au Venezuela.